# Jardín de simples

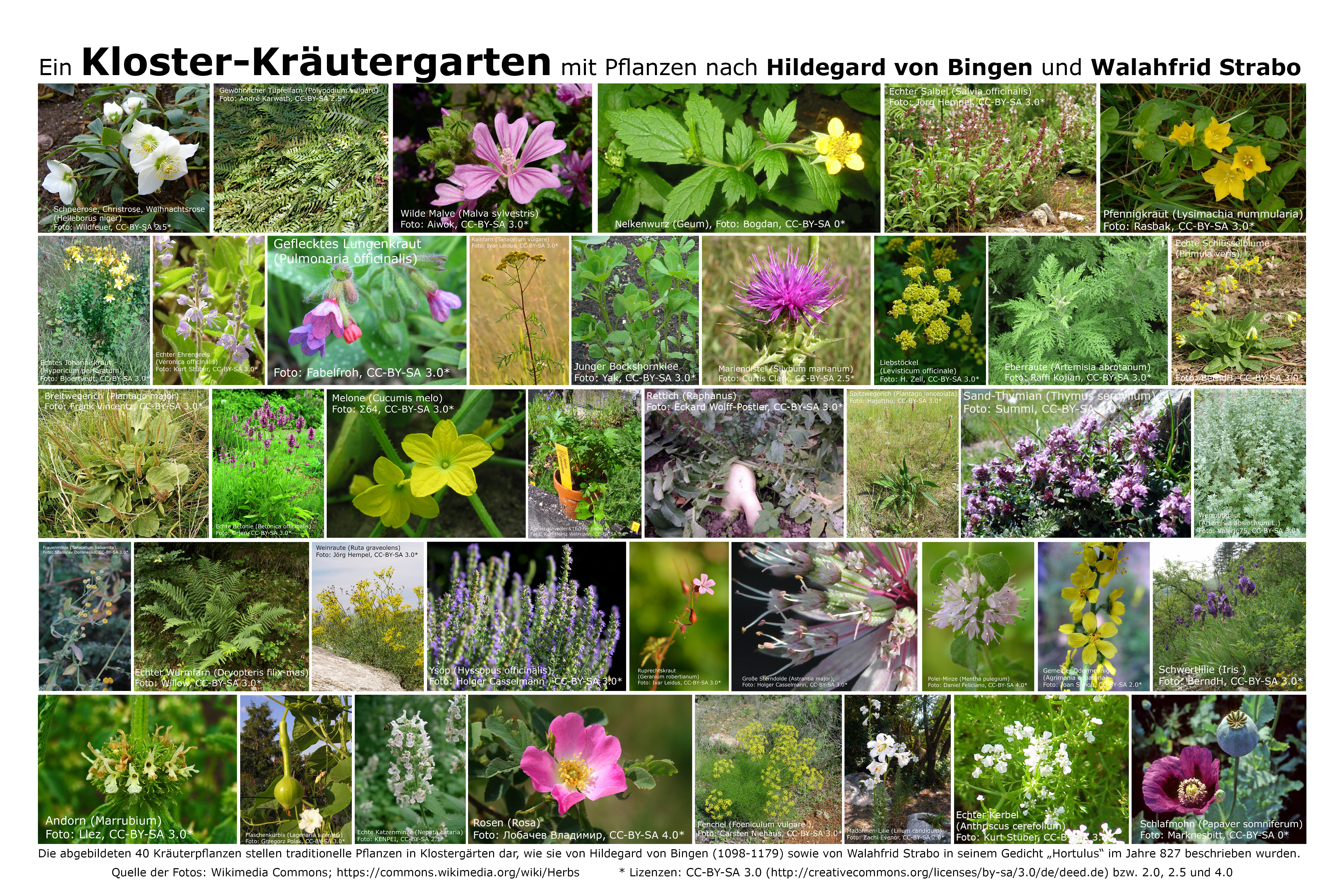
Colección de plantas medicinales

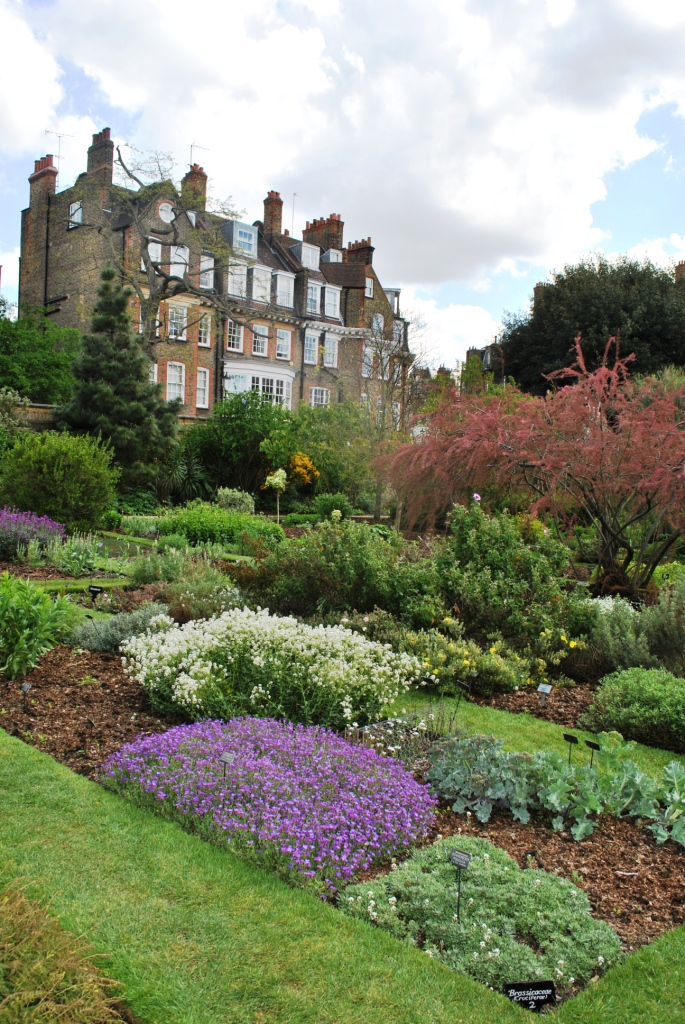
Jardín Medicinal de Chelsea

Un jardín de simples, también llamado jardín medicinal, jardín de hierbas o huerto medicinal es un tipo de jardín botánico dedicado al cultivo de plantas medicinales.

## Historia
Este tipo de jardines se remonta a la Antigua Grecia. En aquella época los jardines medicinales griegos se instalaban junto a los templos dedicados al culto de Asclepio que hacían la función de santuario y hospital. Los sacerdotes, encargados del cultivo y recolección de las plantas consideradas sagradas por sus efectos terapéuticos, elaboraban medicamentos sencillos, ungüentos y emplastes.
Durante la Edad Media se desarrollaron en el entorno de los monasterios. Estos primitivos huertos culinarios, que incluían las llamadas malas hierbas del jardín, reunían todo tipo de plantas con propiedades medicinales, desde las más elementales en la medicina druídica, como el tomillo, la salvia, el toronjil, etc., hasta otras más sofisticadas.
Precedente obvio de los modernos jardines botánicos, el origen de estos jardines de simples medievales se sitúa en la época del emperador Carlomagno. Por lo general, aquellos huertos culinarios y medicinales incluían un «herbularius» u «hortus medicus». Entre los primeros jardines medicinales pueden enumerarse los creados en Italia en 1334 en Venecia, y en Salerno el fundado por Matthaeus Silvaticus.
En 1447, el Papa Nicolás V dedicó parte de los terrenos del Vaticano a jardín de simples, para fomentar la enseñanza de la botánica, aquella iniciativa se considera a su vez precursora de los jardines universitarios de Padua y Pisa establecidos en la década de 1540. Otras fuentes insisten en que el origen de muchos de los primeros jardines botánicos estuvo asociado a los ‘médicos’ de formación renacentista.

En 1544, Cosimo I de Medici encargó a Luca Ghini (que en 1547 fundaría a su vez otro en Bolonia) el jardín de Pisa, continuado por Andrea Cesalpino; y un año después se abrió el jardín de Padua.
En 1560, Conrad Gessner estableció el primer jardín botánico de Zúrich en los terrenos de un herbarium de su propiedad. 
 El jardín de simples más antiguo de Alemania se estableció en Leipzig, sus orígenes como hortus medicus en el terreno del monasterio de San Pablo se remontan a 1543, aunque no fue considerado jardín independiente hasta 1580.
 El Hortus Botanicus (1590), concebido en 1587 como hortus academicus para la universidad de Leiden, prosperó bajo la dirección del botánico Carolus Clusius hasta reunir más de mil especies diferentes.
 
El Real Jardín de las Plantas Medicinales de París (1635), se considera la institución científica más antigua de Francia. También en Francia se creó el Jardín de plantas de Montpellier en 1593, por decreto de Enrique IV.
El naturalista inglés William Turner creó, además del jardín medicinal de Colonia, los de Wells (Somerset) y Kew (Londres), y sugirió a Lord Burghley la apertura de un jardín de simples en la Universidad de Cambridge, bajo su dirección. Poco más tarde, en 1597, el boticario y herborista John Gerard en su obra Herball o Generall Historie of Plantes, recogía lo que sería el catálogo razonado de los jardines medicinales, tanto públicos como privados, instituidos en toda Europa. En él se enumeraban 1030 plantas encontradas en su jardínmedicinal de Holborn; fue el primer catálogo impreso de ese tipo. 

El Jardín Medicinal de Oxford, fundado por Henry Danvers 1º conde de Danby y dirigido por el botánico alemán Jacob Bobart el Viejo data de 1621.
 El Jardín Medicinal de Chelsea, ubicado en sus comienzos en Westminster, se llamó originalmente «Garden of the Society of Apothecaries in London» (Jardín de la Sociedad de Boticarios de Londres), en honor a la Sociedad de Boticarios de Londres, para la cual Sir Hans Sloane donó las tierras en 1673. Su director más notable fue Philip Miller, profesor de Botánica de la Universidad de Edimburgo y autor de The Gardeners Dictionary, que tomó a su cargo el jardín en 1676.